# Lüttich–Bastogne–Lüttich 1990
Lüttich-Bastogne-Lüttich 1990 war die 76. Austragung von Lüttich–Bastogne–Lüttich, eines eintägigen Straßenradrennens. Es wurde am 15. April 1990 über eine Distanz von 256 km ausgetragen. Es war das vierte Rennen im Rad-Weltcup 1990.
Das Rennen wurde von Eric Van Lancker vor Jean-Claude Leclercq und Steven Rooks gewonnen.

## Teilnehmende Mannschaften
| Profi-Radsportteams (24)- Panasonic-Sportlife - Helvetia-La Suisse - PDM-Concorde-Ultima - Histor-Sigma - Ariostea - Chateau d'Ax-Salotti - Z - Buckler - Banesto - Toshiba - Lotto-Superclub - Weinmann-SMM-Uster - 7 Eleven-Hoonved - RMO - TVM-Yoko - Frank-Toyo - Castorama - BH-Amaya Seguros - Del Tongo-Rex - ONCE - Carrera Jeans-Vagabond - Isoglass-Garden Wood - S.E.F.B.-Saxon-Gan - Alfa Lum |
| |

## Ergebnis
| Rang | Fahrer               | Team                 | Zeit         |
| ---- | -------------------- | -------------------- | ------------ |
| 1    | Eric Van Lancker     | Panasonic-Sportlife  | 7h 10' 00"   |
| 2    | Jean-Claude Leclercq | Helvetia-La Suisse   | + 34"        |
| 3    | Steven Rooks         | Panasonic-Sportlife  | gleiche Zeit |
| 4    | Rudy Dhaenens        | PDM-Concorde         | + 1' 16"     |
| 5    | Luc Roosen           | Histor-Sigma         | gleiche Zeit |
| 6    | Moreno Argentin      | Ariostea             | + 1' 20"     |
| 7    | Gianni Bugno         | Chateau d’Ax–Salotti | gleiche Zeit |
| 8    | Gert-Jan Theunisse   | Panasonic-Sportlife  | gleiche Zeit |
| 9    | Martin Earley        | PDM-Concorde         | gleiche Zeit |
| 10   | Atle Kvålsvoll       | Z-Tomasso            | gleiche Zeit |